# Пилипчук Дмитро Михайлович
Дмитро́ Миха́йлович Пилипчу́к — старший сержант Збройних сил України, учасник російсько-української війни, що загинув у ході російського вторгнення в Україну в 2022 році.

## Життєпис
Дмитро Пилипчук народився 30 травня 1992 року в селі Глибочиця Житомирського району. З 19-річного віку проходив військову службу за контрактом у лавах Збройних сил України. Від початку війни на сході країни брав участь в антитерористичній операції та операції об'єднаних сил у складі 95-ої окремої десантно-штурмової бригади. З початком повномасштабного російського вторгнення в Україну був призваний першочергово по мобілізації 26 лютого 2022 року. 22 березня 2022 року внаслідок обстрілу, вчиненого російськими військами поблизу міста Горлівка, Дмитро Пилипчук зазнав осколкових поранень. Медики до останнього боролись за життя, але ввечері він помер. У селі Глибочиця Житомирського району попрощалися із загиблим військовослужбовцем 28 березня 2022 року. Поховали на кладовищі рідного села.

## Родина
У загиблого залишилися батько, мати та сестра.

## Нагороди
- Орден «За мужність» III ступеня (2022, посмертно) — за особисту мужність і самовіддані дії, виявлені у захисті державного суверенітету та територіальної цілісності України, вірність військовій присязі[3].